# Ykkösliiga 2024
Die Ykkösliiga 2024 war die erste Spielzeit der zweithöchsten finnischen Fußballliga unter diesem Namen und die insgesamt 87. Spielzeit seit der offiziellen Einführung einer solchen im Jahr 1936. Sie begann am 13. April 2024 und endete am 19. Oktober 2024.

## Modus
Die zehn Mannschaften spielten zunächst an 18 Spieltagen jeweils zweimal gegeneinander. Danach traten alle Teams noch einmal gegeneinander an, wobei die besten fünf Teams fünf Heimspiele und die restlichen fünf Teams vier Heimspiele bekamen.
Der Meister stieg direkt in die Veikkausliiga auf. Ein möglicher zweiter Aufsteiger wurde unter den Teams der Plätze zwei bis vier ausgespielt. Der Sieger traf anschließend auf den Elften der Veikkausliiga. Der Tabellenletzte stieg direkt ab, der Vorletzte musste in die Relegation.

## Teilnehmer und ihre Spielstätten
Als Aufsteiger aus der Kakkonen kamen JIPPO Joensuu, und PK-35 Vantaa dazu. Aus der Veikkausliiga 2023 stieg Kotkan Työväen Palloilijat ab.
| Verein                     | Stadt     | Stadion                 | Kapazität |
| -------------------------- | --------- | ----------------------- | --------- |
| FF Jaro                    | Jakobstad | Jakobstads centralplan  | 5.000     |
| Järvenpään PS              | Järvenpää | Järvenpään keskuskenttä | 1.500     |
| JIPPO Joensuu              | Joensuu   | Mehtimäki tekonurmi     | 1.470     |
| Käpylän Pallo              | Helsinki  | Brahen kenttä           | 2.000     |
| Kotkan Työväen Palloilijat | Kotka     | Arto Tolsa Areena       | 4.780     |
| Mikkelin Palloilijat       | Mikkeli   | Mikkelin urheiluopisto  | 7.000     |
| Salon Palloilijat          | Salo      | Salon urheilupuisto     | 2.500     |
| Seinäjoen JK Akatemia      | Seinäjoki | OmaSP Stadion           | 6.000     |
| Turku PS                   | Turku     | Veritas-Stadion         | 10.3720   |
| PK-35 Vantaa               | Vantaa    | Algeco Areena           | 1.200     |

## Abschlusstabelle
| Pl. | Verein                         | Sp. | S  | U  | N  | Tore    | Diff. | Punkte |
| --- | ------------------------------ | --- | -- | -- | -- | ------- | ----- | ------ |
| 1.  | Kotkan Työväen Palloilijat (A) | 27  | 18 | 4  | 5  | 075:320 | +43   | 58     |
| 2.  | FF Jaro                        | 27  | 17 | 3  | 7  | 051:300 | +21   | 54     |
| 3.  | JIPPO Joensuu (N)              | 27  | 16 | 4  | 7  | 049:250 | +24   | 52     |
| 4.  | Turku PS                       | 27  | 12 | 7  | 8  | 040:290 | +11   | 43     |
| 5.  | Järvenpään PS                  | 27  | 9  | 8  | 10 | 044:530 | −9    | 35     |
| 6.  | PK-35 Vantaa (N)               | 27  | 8  | 9  | 10 | 029:340 | −5    | 33     |
| 5.  | Seinäjoen JK Akatemia          | 27  | 6  | 11 | 10 | 035:410 | −6    | 29     |
| 7.  | Salon Palloilijat              | 27  | 7  | 8  | 12 | 031:480 | −17   | 29     |
| 9.  | Käpylän Pallo                  | 27  | 5  | 7  | 15 | 044:670 | −23   | 22     |
| 10. | Mikkelin Palloilijat           | 27  | 3  | 7  | 17 | 022:610 | −39   | 16     |

| Zum Saisonende 2024:                                                          |                                                                  |
| Aufsteiger in die Veikkausliiga 2025 Teilnahme an der Relegation zum Aufstieg |                                                                  |
|                                                                               |                                                                  |
| Nach Saisonende 2023:                                                         |                                                                  |
| (A)                                                                           | Absteiger aus der Veikkausliiga 2023: Kotkan Työväen Palloilijat |
| (N)                                                                           | Neu/Aufsteiger aus der Kakkonen: JIPPO Joensuu, PK-35 Vantaa     |

## Relegation Aufstieg
Der Zweite der Ykkösliiga spielte gegen den Vorletzten der Veikkausliiga. Die Spiele fanden am 23. und 27. Oktober 2024 statt.
|         | Gesamt |          | Hinspiel | Rückspiel |
| ------- | ------ | -------- | -------- | --------- |
| FF Jaro | 2:1    | FC Lahti | 2:0      | 0:1       |

Jaro stieg auf, während Lahti aus der Veikkausliiga abstieg.

## Relegation Abstieg
Der Zweite der Ykkönen traf auf den Vorletzten der Ykkösliiga. Die Spiele fanden am 23. und 26. Oktober 2024 statt.
|                      | Gesamt |               | Hinspiel | Rückspiel |
| -------------------- | ------ | ------------- | -------- | --------- |
| Kokkolan Palloveikot | 1:3    | Käpylän Pallo | 1:1      | 0:2       |

Beide Vereine blieben in ihren jeweiligen Ligen

## Torschützenliste
| Pl. | Name             | Team                       | Tore |
| --- | ---------------- | -------------------------- | ---- |
| 01. | Aleksi Tarvonen  | Kotkan Työväen Palloilijat | 15   |
| 02. | Olli Jakonen     | Salon Palloilijat          | 11   |
| 03. | Albijon Muzaci   | Turku PS                   | 10   |
| 03. | Luca Weckströmn  | Kotkan Työväen Palloilijat | 10   |
| 05. | Yoshiaki Kikuchi | JIPPO Joensuu              | 09   |
| 06. | Irfan Sadik      | Järvenpään PS              | 08   |
| 06. | Terrence Smith   | JIPPO Joensuu              | 08   |
| 06. | Umar Muhammed    | Turku PS                   | 08   |
| 06. | Anttoni Huttunen | Kotkan Työväen Palloilijat | 08   |
| 10. | Severi Kähkönen  | FF Jaro                    | 07   |
| 10. | Oskar Pihlaja    | JIPPO Joensuu              | 07   |
| 10. | Aapo Hyppönen    | Mikkelin Palloilijat       | 07   |